# Bastille UNIX
Pour les articles homonymes, voir Bastille (homonymie) et Linux (homonymie).
Bastille UNIX, anciennement appelé Bastille Linux avant 2007 est un script interactif de renforcement de la sécurité pour certaines distributions de Linux et d'autres systèmes d'exploitation. C'est un logiciel libre distribué sous les termes de la licence GNU GPL.
Le nom, qui vient très probablement de la Bastille[réf. nécessaire], a changé de Bastille Linux en Bastille UNIX en 2007, pour témoigner du fait que le projet ne se destine plus uniquement à Linux, mais tourne désormais aussi sur d'autres Unix (HP-UX et Mac OS X).
Le projet est abandonné depuis 2014.

## Systèmes d'exploitation supportés
Le 27 janvier 2005, Bastille durcit ces distributions Linux :
- Debian
- CentOS
- Fedora Core
- Gentoo
- Mandriva
- Red Hat et Red Hat Entreprise
- SuSE et SuSE Entreprise
- TurboLinux

Les autres systèmes d'exploitation supportés sont HP-UX et Mac OS X.

## Tutoriel interactif
Bastille présente une série d'écrans basés sur une console qui présente une courte description et un message à choix multiples. Cela fait de Bastille un tutoriel de sécurité pratique et interactif pour les débutants de Linux.

### Projets similaires
Ce qui suit ne sont pas des projets similaires mais des patchs noyau 
- Grsecurity
- SELinux